# Данилов, Семён Степанович
Семён Степанович Данилов (1910—1971) — советский военнослужащий. В Рабоче-крестьянской Красной Армии служил с 1941 по 1945 год. Участник Великой Отечественной войны. Полный кавалер ордена Славы. Воинское звание — старшина.

## Биография

### До войны
Семён Степанович Данилов родился в 1910 году в деревне Киреево Свияжского уезда Казанской губернии Российской империи (ныне деревня Зеленодольского района Республики Татарстан Российской Федерации) в крестьянской семье. Русский. Окончил начальную школу. Сначала крестьянствовал. В период коллективизации вступил в колхоз. Позднее переехал в Казань, где до войны работал штукатуром в строительной организации.

### На фронтах Великой Отечественной войны
В ряды Рабоче-крестьянской Красной Армии С. С. Данилов был призван Казанским городским военкоматом в июле 1941 года. Прошёл военную подготовку в запасном стрелковом полку, освоил воинскую специальность сапёра. Не позднее апреля 1942 года был направлен в сформированную в Свердловской области 167-ю стрелковую дивизию и зачислен рядовым сапёром в 180-й отдельный сапёрный батальон.
В действующей армии красноармеец С. С. Данилов со 2 июля 1942 года. В боях с немецко-фашистскими захватчиками с 20 июля. Боевое крещение принял в частной наступательной операции дивизии под Малой Верейкой. С августа 1942 года по январь 1943 года дивизия, в которой воевал Семён Степанович, вела позиционные бои севернее Воронежа в составе 38-й армии Воронежского фронта. Зимой-весной 1943 года С. С. Данилов принимал участие в Воронежско-Касторненской и Харьковской наступательной операциях, в ходе которых части соединения генерал-майора И. И. Мельникова вышли на подступы к городу Сумы, где закрепились на позициях, образовавших юго-западный участок Курской дуги. В мае 1943 года во время боёв за улучшение позиций в районе Пушкарёвки Семён Степанович был ранен, но к августу вернулся в строй. В период Битвы за Днепр красноармеец Данилов вёл инженерную разведку, прокладывал маршруты наступающим стрелковым частям через минные поля противника, обезвреживал оставленные немцами мины-сюрпризы, работал на переправах через Псёл, Десну и Днепр. Во время боёв за освобождение города Киева сапёры 180-го отдельного сапёрного батальона, действуя в качестве танкового десанта, обеспечили прорыв через минные заграждения противника 39-го отдельного танкового полка и вместе с танкистами ворвались в дачный посёлок Пуща-Водица. 5 ноября бойцы капитана Г. Ф. Самойловича на головных танках одними из первых вошли в Киев с севера. После освобождения города красноармеец С. С. Данилов в составе своего подразделения принимал участие в разминировании территории кондитерской фабрики и складов пивзавода, а также обеспечивал закрепление достигнутых дивизией рубежей к югу от столицы Украинской ССР.
Отразив мощный танковый контрудар противника под Киевом, войска 1-го Украинского фронта начали наступление на Правобережной Украине. Красноармеец С. С. Данилов особенно отличился в боях на территории Каменец-Подольской и Тарнопольской областей.

### Орден Славы III степени
В начале апреля 1944 года 167-я стрелковая дивизия в составе 1-й гвардейской армии была брошена на ликвидацию окружённой северо-западнее Каменец-Подольского 1-й танковой армии вермахта. 2 апреля группа сапёров-разведчиков 180-го отдельного сапёрного батальона, в состав которой был включён красноармеец С. С. Данилов, получила задачу исследовать берега реки Збруч в районе населённого пункта Збриж и наметить удобные места для форсирования водной преграды. Действовать группе пришлось днём на виду у противника, но несмотря на интенсивный обстрел со стороны немцев, сапёры выполнили боевую задачу. Позднее Семён Степанович самоотверженно трудился на обустройстве переправ, по которым на левый берег реки переправились основные силы дивизии с техникой и артиллерией.
Тем не менее, сил, задействованных в операции по уничтожению крупной группировки противника, было недостаточно. 23 немецкие дивизии (в том числе 10 танковых) ценой больших потерь сумели вырваться из кольца в направлении города Бучач. Преследуя отходящие части врага, 167-я стрелковая дивизия вышла на рубеж реки Джурин у населённого пункта Джуринская Слободка, где противник имел заранее подготовленную линию обороны. Чтобы оценить силы противостоявших дивизии немецких соединений и выявить огневые средства врага командование решило провести разведку боем силами 520-го стрелкового полка. Группе сапёров, старшим которой был назначен С. С. Данилов, было поручено непосредственно перед атакой произвести инженерную разведку местности. Смело выдвинувшись к переднему краю немцев, Семён Степанович со своими бойцами под огнём врага проделал проходы в проволочных заграждениях и тщательно обследовал подходы к немецким траншеям на наличие мин. Умелая работа сапёров во многом определила успешные действия стрелковых подразделений при выполнении боевой задачи. При этом личный состав 520-го стрелкового полка не имел потерь на инженерных заграждениях противника.
В первой декаде апреля 1944 года немецкое командование перебросило на восточный фронт дополнительные резервы из Германии, Франции, Дании, Румынии, Венгрии и Югославии. Мощными контрударами и упорной обороной противник остановил дальнейшее продвижение советских войск и вынудил их перейти к обороне. 167-я стрелковая дивизия закрепилась на позициях в трёх километрах западнее Джуринской Слободки, которые удерживала до начала Львовско-Сандомирской операции. В преддверии крупномасштабного наступления 1-го Украинского фронта на Западной Украине в период с 15 по 20 июня 1944 года красноармеец С. С. Данилов, исполняя обязанности старшего группы поиска, проделал большую работу по инженерной разведке переднего края противника на участке 465-го стрелкового полка. Его стараниями было проделано семь проходов в проволочных заграждениях неприятеля и один проход через минное поле, обнаруженное во время разведывательных мероприятий. По оценке командира батальона капитана Г. Ф. Самойловича красноармеец Данилов «своим беспримерным мужеством и личной храбростью, созданием проходов в заграждениях противника обеспечил успешные действия групп дивизионных и полковых разведок». За образцовое выполнение боевых заданий командования приказом от 9 июля 1944 года Семён Степанович был награждён орденом Славы 3-й степени (№ 134399).

### Орден Славы II степени
13 июля 1944 года войска 1-го и 4-го Украинских фронтов перешли в наступление в рамках Львовско-Сандомирской операции. После ожесточённых боёв 1-я гвардейская армия прорвала оборону противника и развила наступление на станиславском направлении. 167-я стрелковая дивизия полковника И. Д. Дряхлова, наступавшая в составе 107-го стрелкового корпуса в условиях сильно пересечённой местности с многочисленными водными преградами, благодаря слаженной работе своих инженерных подразделений, в том числе и 180-го отдельного сапёрного батальона, неотступно преследовала врага, и не давая ему закрепиться на промежуточных рубежах, освободила несколько десятков населённых пунктов. 6 августа совместно с гвардейцами полковника Т. У. Гринченко дивизия освободила город Дрогобыч, и продвинувшись в северо-западном направлении, вышла к отрогам Карпатских гор. В дальнейшем ей предстояло вести наступление в тяжёлых условиях горно-лесистой местности с сильно заболоченными низменными участками. В период подготовки Восточно-Карпатской операции опытный сапёр красноармеец С. С. Данилов был придан одному из разведывательных взводов и неоднократно прокладывал путь разведгруппам через инженерные заграждения противника. Кроме того, Семён Степанович принимал непосредственное участие в разведоперациях. Так, 6 сентября 1944 года в районе города Санок при разведке переднего края немцев он засёк три вражеские пулемётные точки, которые позднее были уничтожены. Накануне наступления Данилов был направлен в расположение 3-го стрелкового батальона 465-го стрелкового полка, которому предстояло прорвать сильно укреплённую оборону противника у села Струже Мала (Stróże Małe). 9 сентября в критический момент боя, когда атака готова была захлебнуться, Семён Степанович смело бросился вперёд и личным примером увлёк за собой пехоту. Будучи ранен, он одним из первых ворвался в населённый пункт, где в ходе боя огнём из автомата уничтожил 7 немецких солдат. Несмотря на ранение, Данилов остался в строю и продолжал вести разведку маршрута наступления, благодаря чему 3-й стрелковый батальон уверенно продвигался вперёд. За доблесть и мужество, проявленные в бою, приказом от 14 октября 1944 года красноармеец С. С. Данилов был награждён орденом Славы 2-й степени (№ 1543).

### Орден Славы I степени
Прорвав немецкую оборону, 167-я стрелковая дивизия после тяжёлых боёв 23 сентября 1944 года вышла к чехословацкой границе в районе Лупковского перевала. Немецкое командование вынуждено было спешно перебросить в район наступления 1-й гвардейской армии дополнительные резервы. На время противнику удалось остановить продвижение Красной Армии вглубь Словакии. Но уже в ноябре советские войска преодолели горные участки и вышли на Восточнословацкую низменность. Большую помощь наступающим частям своей дивизии в инженерном плане оказывал 180-й отдельный сапёрный батальон под командованием капитан-инженера Е. Д. Вагина. Сапёры особенно отличились во время боёв за город Михаловце. В ночь на 25 ноября бойцы батальона в тяжёлых погодных условиях и под интенсивным миномётным обстрелом со стороны противника возвели переправу через реку Черна Вода (Чъерна-Вода) в районе населённого пункта Блатне (Блатне Ревіштя), обеспечив переброску на западный берег полковой артиллерии, что способствовало развитию успеха дивизии в боях за плацдарм и отражению вражеских контратак в районе сёл Хажин и Ястрабье (Jастрабjе при Михаловцима). Днём 25 ноября и в ночь на 26 ноября, работая в ледяной воде, сапёры возвели большегрузный мост, обеспечив пропуск техники и артиллерии трёх дивизий 107-го стрелкового корпуса, что ускорило взятие советскими войсками города Михаловце. В ходе Восточно-Карпатской операции и последующем наступлении в восточной Словакии опытный боец Данилов неоднократно водил группы сапёров-разведчиков на ответственные задания командования. За боевые заслуги и умелое руководство группами ему было присвоено сержантское звание.
В ходе дальнейшего наступления дивизии в Карпатах С. С. Данилов зимой 1945 года участвовал в прорыве немецкой обороны на реке Попрад, форсировал Дунаец у села Дембно (Dębno, Nowy Targ County), в составе своего подразделения освобождал Новы-Тарг. К концу операции 167-я стрелковая дивизия вышла к населённому пункту Липница-Велька (Lipnica Wielka) близ границы с Чехословакией, откуда была переброшена в район польского города Струмень. Здесь на берегу Вислы дивизия начала подготовку в Моравско-Остравской наступательной операции, в рамках которой ей предстояло прорвать сильно укреплённую оборону противника у населённого пункта Дрогомысль (Drogomyśl). В преддверии наступления сержант С. С. Данилов совершил свой главный подвиг.
Командование хотело знать всё об устройстве инженерных заграждений противника и организации его огневой системы, при этом не только на переднем крае, но и в глубине вражеской обороны. У войсковых разведчиков шансов было немного: все подступы к немецким траншеям были тщательно заминированы и опутаны несколькими рядами колючей проволоки. Поэтому к решению задачи была привлечена группа разведчиков-сапёров из состава 180-го отдельного сапёрного батальона, которую возглавил сержант С. С. Данилов. Но и опытным сапёрам подобраться к оборонительной линии немцев удалось не сразу. Две ночи 5 и 6 марта ушли на разведку нейтральной полосы и проделывание проходов в минных заграждениях. Работая в темноте под непрекращающимся пулемётным огнём впереди группы, Семён Степанович лично обнаружил пять минных полей. Уверенно продвигаясь вперёд, он сам себе проделывал проходы в заграждениях противника, сняв более 50 мин. Всего группой было обезврежено до 200 минно-взрывных устройств различного типа. В ночь на 7 марта сержант Данилов со своими бойцами сумел вплотную подобраться к немецким траншеям. Действуя в непосредственной близости от врага, сапёры полностью вскрыли систему его фортификационных сооружений, расположение траншей и огневых точек первой линии обороны. Но выполнена была только половина задания. Незадолго до рассвета, когда внимание немцев несколько ослабло, разведчики-сапёры пересекли передний край противника и углубились в его ближние тылы. В течение дня они вели разведку в глубине немецких оборонительных построений, фиксируя расположение долговременных сооружений, траншей и ходов сообщения, засекая позиции артиллерийских орудий и пулемётные точки, определяя численность и состав противостоящих дивизии сил противника. Результаты работы разведчиков были настолько впечатляющи, что Семёну Степановичу казалось, «что никогда ему не удавалось лучше выполнить подобное задание командования»". Однако добытые ценные разведданные ещё надо было доставить в штаб дивизии. В ночь на 8 марта разведруппа отправилась в обратный путь, но на нейтральной полосе попала под шквальный миномётный огонь. Сержант Данилов был контужен близким разрывом мины и потерял сознание. Из-под обстрела его вынесли боевые товарищи. Как только Семён Степанович очнулся, он немедленно отправился с докладом к командиру. По оценке капитан-инженера Е. Д. Вагина «ценные, предоставленные своевременно, сведения обеспечили успех нашим наступающим частям». Указом Президиума Верховного Совета СССР от 19 июня 1945 года сержант С. С. Данилов был награждён орденом Славы 1-й степени (№ 1075).
В ходе начавшейся 10 марта Моравско-Остравской операции сапёры 180-го отдельного сапёрного батальона помогали частям дивизии преодолевать Вислу, дважды форсировать Одер, штурмовать Моравска-Остраву. Последней боевой операцией, в которой участвовал сержант С. С. Данилов, стала Пражская операция. Боевой путь Семён Степанович завершил на переправе через небольшую речку у населённого пункта Мерцдорф (ныне Martínkovice) к югу от города Браунау.

### После войны
В 1945 году С. С. Данилов в звании старшины был демобилизован. После возвращения в Казань трудился в системе жилищно-коммунального хозяйства, затем работал в пожарной охране Казанского льнокомбината имени В. И. Ленина. Умер Семён Степанович 29 октября 1971 года. Похоронен в Казани.

## Награды
- Орден Славы 1-й степени (29.06.1945)[10];
- орден Славы 2-й степени (14.10.1944)[6];
- орден Славы 3-й степени (09.07.1944)[8];
- медали, в том числе:
  - медаль «За победу над Германией в Великой Отечественной войне 1941-1945 гг.».

## Память
- В мае 2016 года на мемориале «Аллея Героев» в парке Победы города Зеленодольска был установлен барельеф С. С. Данилова[12].
- В декабре 2019 года на здании Дома культуры села Большие Ачасыры в честь С. С. Данилова была установлена мемориальная доска[13].

## Документы
- Общедоступный электронный банк документов «Подвиг Народа в Великой Отечественной войне 1941—1945 гг.» Номера в базе данных:

Орден Славы 1-й степени (архивный реквизит 46755556).
Орден Славы 2-й степени (архивный реквизит 45906241).
Орден Славы 3-й степени (архивный реквизит 32375032).